# Papaka confusor
Papaka confusor är en stekelart som beskrevs av John S. Noyes 1980. Papaka confusor ingår i släktet Papaka och familjen sköldlussteklar. Inga underarter finns listade i Catalogue of Life.